# Michelle Harvey
Pour les articles homonymes, voir Harvey.
Michelle Louise Harvey, née le 21 février 1978 à Brisbane, est une scientifique australienne de la police spécialisée en entomologie médico-légale (utilisation d'insectes dans les enquêtes sur les délits),. Ses recherches utilisent l'ADN d'insectes pour identifier les asticots, ce qui aide à estimer le temps écoulé après la mort d'un individu,. Harvey a publié de nombreux articles sur ses recherches et elle a été invitée à participer à de nombreuses conférences. Elle est active dans la promotion de la science à travers ses prises de paroles en public ainsi que dans les médias. 

## Carrière
Harvey a terminé son doctorat dans les sciences de la criminalistique en 2006 à l'université d'Australie-Occidentale (UWA) et a obtenu son diplôme en mars 2007. Entre 2006 et 2012, elle a été maîtresse de conférences en biologie légale à l'université de Portsmouth, recherchant les relations moléculaires entre les principaux calliphoridés. Depuis, elle est retournée en Australie pour poursuivre ses recherches à l'université Deakin de Geelong. 

## Distinctions et prix
- 2004 : Prix Brownes Western Australian récompensant la femme de l'année dans les sciences[5]
- 2003 : Recherches récompensées par l'association Américaine-Australienne[2]